# Tour de Jakarta
Die Tour de Jakarta ist ein indonesisches Straßenradrennen. Das Eintagesrennen findet in Jakarta statt.
Erstmals wurde das Radrennen 2010 veranstaltet. Bisher gab es nur drei Austragungen diesen Rennens. Bei den bisherigen Rennen gehörte es zur UCI Asia Tour und ist dort in der Kategorie 1.2 eingestuft.

## Sieger
- 2016  Ryan MacAnally
- 2015–2013 nicht ausgetragen
- 2012  Chris Joven
- 2011 nicht ausgetragen
- 2010  Matnur Matnur